# Phymata luxa
Phymata luxa är en insektsart som beskrevs av Evans 1931. Phymata luxa ingår i släktet Phymata och familjen rovskinnbaggar. Inga underarter finns listade i Catalogue of Life.